# Курес (город)
Курес (Курис, лат. Cures, от сабин. curis — «торги») — древний город, потом местечко сабинян. Город связан с ранней римской историей как родина царя Тита Тация, по легенде основавшего сабинское поселение Квиринал, и Нумы, от которого, по рассказу Ливия, ведут свое начало квириты (куриты, лат. Quirites). Само название квиритов, согласно большинству античных авторов (Страбон и другие), происходит от названия Куреса.
Располагался слева от Соляной дороги примерно в 3 милях от левого берега Тибра и в 24 милях от Рима. Хотя при археологических раскопках было обнаружено некоторое количество артефактов позднего бронзового века, первое постоянное поселение в данном районе возникло, по-видимому, в конце IX в. до н. э.
Итальянская «Энциклопедия античного искусства» датирует завоевание Куреса Римом 290 г. до н. э., приписывая честь захвата города Манию Курию Дентату; в том же году жители Куреса получили римское гражданство без права голоса (лат. Civitas sine suffragio). В эпиграфах упоминается, что ко II в. до н. э. в Куресе были сосредоточены заметные богатства, однако в документах раннего имперского периода о нём уже пишут как о незначительном месте. В промежутке между этими периодами, в правление вначале Суллы, а затем Цезаря, в Курес перебралось значительное число римских колонистов. Эпиграфические упоминания о городе как о Куресе Сабинском (лат. Cures Sabini) встречаются как минимум до IV в. н. э.; после распространения христианства Курес был важным центром этой религии, о чём свидетельствуют упоминания о епископах Куресских. Согласно христианским источникам, на территории Куреса находилось кладбище святых Тибурция, Иакинфа и Александра. Куресская епархия просуществовала со второй половины IV в. н. э. до конца VI в. н. э. Из эпистолы папы Григория I следует, что к 593 году Курес уже лежал в руинах, оставленный жителями. Виной этому, вероятно, стали разбойные набеги лангобардов, разграбивших этот регион Италии.
Память о Куресе Сабинском сохранилась в названии итальянского населённого пункта Коррезе (ныне часть коммуны Фара-ин-Сабина), близ которого, у Арчи, Бертран де Шопи нашел развалины неукрепленного города. Открытие состоялось в 1769 году. Раскопки показали, что город располагался на возвышенности с двумя вершинами. Западную вершину занимал некрополь, а восточную цитадель, между вершинами находилась основная часть городской застройки. При раскопках 1874—1875 годов были обнаружены остатки центрального храма, форума и нескольких частных домов. Спустя век при раскопках были найдены остатки более ранней застройки — лёгкие хижины и амбары, датируемые ранним железным веком, и керамика VII в. до н. э. Археологи также обнаружили остатки зданий римского республиканского и имперского периодов, включая, по-видимому, термы и театр